# HD 143101
HD 143101，又名CP-54 6922，SAO 243246、HR 5946，是一颗恒星，视星等为6.13，位于銀經328.2，銀緯-1.29，其B1900.0坐标为赤經15h 53m 18.7s，赤緯-54° -1.29′ 33″。